# Bjarne Kallis
Johan Bjarne Kallis, född 21 mars 1945 i Karleby, är en finländsk politiker (Kristdemokraterna).
Kallis inledde sin politiska karriär inom Svenska folkpartiet men bytte i början av 1970-talet parti till dåvarande Finlands kristliga förbund (som idag heter Kristdemokraterna i Finland). 1968 avlade han pol.mag.-examen och 1985 fastighetsmäklarexamen. Han arbetade som lärare och rektor vid Karleby handelsläroverk, innan han 1991 blev invald i Finlands riksdag. Efter 20 år som riksdagsledamot beslutade han att inte ställa upp för omval i riksdagsvalet 2011.
1995-2004 var Kallis partiordförande för Kristdemokraterna i Finland. Som partiledare var Kallis mindre euroskeptisk än företrädaren Toimi Kankaanniemi och mera benägen att bredda partiets profil i frågor utanför religion och moral. I presidentvalet 2006 var han sitt partis kandidat. Han erhöll 2,0% av rösterna i den första omgången och uttalade sitt stöd för Sauli Niinistö inför den andra och avgörande omgången.
Kallis föreslog i juli 2010 i egenskap av riksdagsledamot i en tidningsintervju att Evangelisk-lutherska kyrkan i Finland ger upp rätten att viga par till ett lagligt bindande äktenskap ifall könsneutralt äktenskap införs i Finland. Biskopen i Helsingfors stift Eero Huovinen ansåg att kyrkan borde fundera på Kallis förslag om civila vigslar och frivillig kyrklig välsignelse ifall äktenskapslagen i Finland ändras.

## Utmärkelser
- Riddartecknet av I klass av Finlands Vita Ros’ orden,  6 december 1999[6]
- Militärens förtjänstmedalj,  4 juni 2008[7]

[Redigera Wikidata]